# Điều Senka bộc lộ
Điều Senka bộc lộ (tiếng Nga: Что у Сеньки было, tiếng Ukraina: Що у Сенька було) là một phim thiếu nhi do Radomir Vasilevsky đạo diễn, xuất bản năm 1984 tại Odessa.

## Nội dung
Ba bận chăm mẹ trong y viện, cậu bé Senka đột nhiên trở thành chủ nhà. Cậu bắt đầu khám phá vườn nhà cùng cô bé láng giềng Marusya.

## Kĩ thuật
Truyện phim phỏng theo tiểu thuyết thiếu nhi của tác giả Radiy Pogodin.

### Sản xuất
- Thiết kế: Vladimir Yefimov
- Âm thanh: Anatoly Netrebenko

### Diễn xuất
| Diễn viên            | Vai trò         |
| -------------------- | --------------- |
| Aleksey Veselov      | Senka           |
| Yulya Kosmacheva     | Marusya         |
| Vladimir Nosik       | Ba              |
| Yulina Vasilyeva     | Mẹ              |
| Nadezhda Butyrtseva  | Dì Lyuba        |
| Nadezhda Butyrtseva  | Bà của Marusya  |
| Yury Nazarov         | Ông của Marusya |
| Stefanya Stanyuta    | Bà phù thủy     |
| Konstantin Stepankov |                 |
| Aleksandr Pashutin   |                 |
| Vladimir Shpudeyko   |                 |

## Vinh danh
- 1984: Liên hoan phim Liên Minh XVII (Kiev) mục Phim truyện dành cho thanh thiếu niên nhi đồng, bằng khen của ban giám khảo cho diễn viên Aleksey Veselov[1].
- 1986: Liên hoan phim Berlin XXXVI, giải đặc biệt của Quỹ Nhi đồng Liên Hợp Quốc[2].